# Ryszard Brylski
Ryszard Aleksander Brylski (ur. 1 kwietnia 1950 w Głownie) – polski reżyser filmowy. Absolwent Wydziału Grafiki łódzkiej ASP i Wydziału Reżyserii PWSFTViT w Łodzi.

## Filmografia

### Filmy
- 1995: Deborah
- 2003: Żurek
- 2010: Cudowne lato
- 2021: Śmierć Zygielbojma

### Seriale
- 2000: Plebania
- 2006: Pogoda na piątek